# Takeru
Takeru (武　ＴＡＫＥＲＵ) est un manga de Buichi Terasawa, prépublié dans le Comic Burger en 1993 et publié par Shūeisha en deux volumes reliés. La version française est publiée de manière incomplète (deux volumes sur quatre) par Dynamic Vision en 1995, et en intégrale de deux volumes par Isan manga en 2016.

## Résumé de l'histoire
Takeru : Cet homme est beaucoup plus qu'un ninja. En japonais avec un jeu de mots, il est défini comme un Haja, c'est-à-dire un poignard vivant. Les évènements se déroulent dans un Japon hypothétique, ressemblant au Japon médiéval mais intégrant des éléments futuristes. Takeru gagne sa vie comme chasseur de primes. 
Alors qu'il vient d'attraper une de ses proies, il croise la princesse du pays et en tombe amoureux. Rapidement cette dernière se trouvera menacée, et Takeru voudra lui porter secours. 

## Commentaire
L'auteur a longtemps considéré cette bande dessinée comme la plus aboutie de sa carrière. Tout d'abord les planches sont entièrement colorisées, ce qui est rare pour un manga. Mais surtout c'est la première fois que le dessin assisté par ordinateur prend une place aussi importante dans un manga. L'auteur y fait plus particulièrement appel pour simuler le mouvement des personnages lors des scènes d'action[réf. nécessaire]. 

## Éditions
- Édition originale : 2 tomes de 200 pages (1994)
- Édition française : 2 tomes de 100 pages sur 4 prévues (1995, édition stoppée)
- Édition française : 2 tomes de 224 pages (2016) - éditions Isan manga